# Поїзд-привид

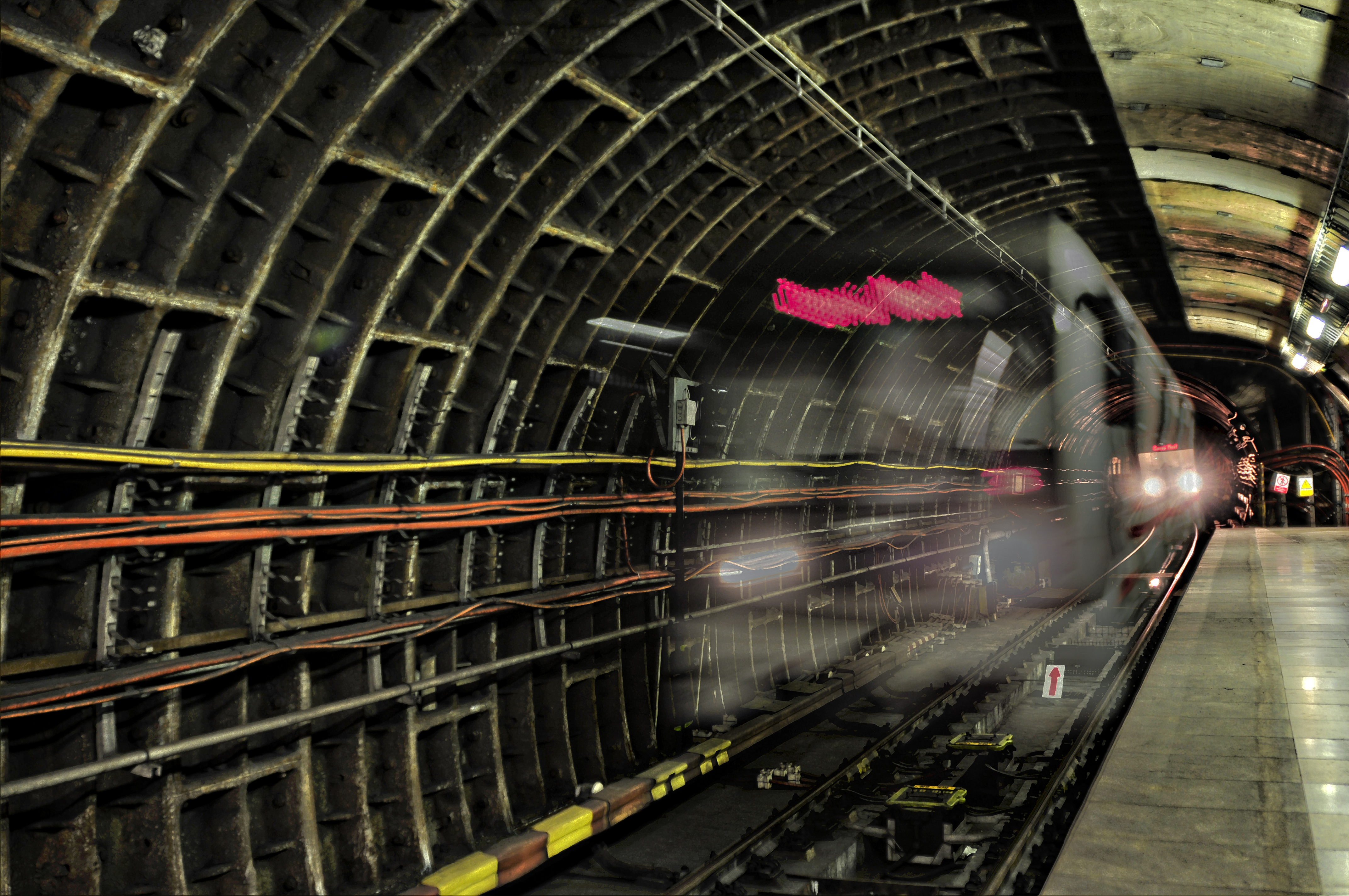
Примарний потяг в метро (фото реального поїзда в русі)

Поїзд-привид — серія міських легенд, що розповідають про випадки спостереження примарних потягів або локомотивів. В Україні є версія із черепом Гоголя.

## Варіанти легенди

### Італійський потяг-привид
На території пострадянського простору відома версія легенди, яку популяризує Микола Андрійович Черкашин, капітан першого рангу у відставці, журналіст і філософ.

#### Зникнення
У розповіді Черкашина М. А. фігурує італійський тривагонний туристичний потяг, який в 1911 році здійснював черговий оглядовий рейс. В районі входу в тунель в дивному, в'язкому тумані, який незрозуміло звідки з'явився, потяг зник разом з усіма пасажирами. Більш детальна версія легенди стверджує, що дві людини з-поміж пасажирів встигли покинути потяг. З їхніх слів відома історія про густий туман, що викликав в усіх, хто був у потязі, напад паніки.

#### Подальші спостереження
Після 1911 року поїзд, схожий за описом на зниклий, нібито неодноразово бачили в різних частинах світу.
Зокрема, в 1955 році робітник Петро Григорович Устименко під Балаклавою (Крим), нібито бачив поїзд, що проходить по насипу, на якому давно були демонтовані рейки. Поїзд і вагони були явно іноземного виробництва і виглядали досить примітивно; потяг рухався зовсім беззвучно, проте якимось чином йому вдалося розчавити курей, які його не помітили. Здавалося, в ньому не було жодної живої людини, штори в вагонах були завішені. Свідок цієї події стверджує, що в цей момент він був тверезий і усвідомлював, що відбувається. У той же день стався вибух на лінкорі «Giulio Cesare».
Такий же за описом потяг був помічений в 1991 році в Полтавській області (Україна), на переїзді Заваличі. Втім, існування в Полтавській області такого переїзду ставиться під сумнів.
На сайтах, що спеціалізуються на містиці, і в приватних блогах неодноразово зустрічається історія про спостереження пізньої осені 1994 року на станції Половина (Іркутська область) після 23:00: якийсь чоловік нібито бачив, як поряд з ним повільно проїхав старовинний потяг з написом великими латинськими літерами жовтого кольору. Свідок запам'ятав кондуктора в коричневій уніформі з комірцем, пристібнутим до сорочки та шапкою з околишем. Також він помітив кілька людей у вікнах вагонів. Прибуття поїзда не оголошували, поїзд ішов чужим шляхом.

### Припущення про повернення частини пасажирів
В одній зі статей, присвячених цій легенді, йдеться про те, що нібито в 1840-х роках в Мексиці невідомо звідки з'явилися 104 людини. Їх визнали божевільними, оскільки всі вони стверджували, що прибули з Італії на потязі. Автор статті припустив, що це були пасажири потяга-привида, який «провалився» в минуле, котрі зуміли покинути його.

### Потяг-привид в метро
Відомо багато міських легенд, пов'язаних з підземними спорудами, в тому числі метрополітеном. Серед легенд про Московський метрополітен, зокрема, є кілька варіантів про потяг-примару, який нібито неодноразово бачили після півночі на Кільцевій лінії. Він завжди рухається проти годинникової стрілки. За однією з версій, в цьому потязі зібрані «душі робочих, загиблих під час будівництва, зневірені знайти шлях у світ живих». Потяг, (іноді уточнюється — явно старої конструкції) за однією з версій, абсолютно порожній, за іншою — заповнений виснаженого вигляду чоловіками в сірому одязі. В кабіні можна побачити машиніста в формі 1940-1950-х років і кондуктора (що було характерно для довоєнних часів). Потяг зупиняється на кожній станції, але лише зрідка відкриває двері. Наближатися до відчинених дверей потяга, тим більше заходити нього, вкрай небезпечно: ті, хто намагались зробити це, зникли назавжди.
Іноді розповіді про примарні потяги обростають ще більш страшними подробицями.
Походження легенди може бути пов'язано з тим фактом, що через Кільцеву лінію часто йдуть порожні транзитні потяги з інших ліній (в тому числі й старіших типів, ніж використовуються на Кільцевій), наприклад, на техобслуговування в інше депо, тоді як інші деталі свідомо чи несвідомо могли бути домальовані очевидцями або при переказі.

## Поїзд-привид в культурі
- В оповіданні польського письменника Стефана Грабіньского «Сигнали» (зі збірнки «Демон руху», 1919 рік) старий залізничник розповідає «шляхову легенду» про потяг, який зник зі шляхів в результаті маніпуляцій начальника станції колійними сигналами[8].
- У кінофільмі 1989 року «Мисливці на привидів 2» присутня сцена в метро з появою потяга-привида, який проїжджає крізь одного з мисливців на ім'я Вінстон, налякавши його до напівсмерті.
- У відеогрі «The Matrix: Path of Neo» на одному з рівнів гри головний герой після сутички в метро з агентом Смітом випадково виявляється на покинутій станції метро. Щоб вибратися звідти, йому доводиться сісти в потяг-привид і вийти на станції Бальбоа. При цьому потяг цікавий тим, що зовні головному герою видно лише перший вагон (кабіна машиніста), а всередині є три прихованих вагони. Один з вагонів перевернутий догори дригом, а його пасажири — примарні тіні.
- У 2006 році в Японії вийшов кінофільм під назвою «Потяг-привид»[9].
- Крапивін Владислав Петрович в романі «Хлопчик і ящірка», з трилогії «Голуб'ятня на жовтій галявині», згадується примарний залізничний міст, по якому їде потяг, який періодично з'являється в одному і тому ж місці на короткий час. У момент появи міст і потяг цілком реальні, на міст можна піднятися, але, спробувавши зробити це, герой помер, не встигнувши спуститися, він падає і розбивається на смерть, коли міст зникає.
- Колупаєв Віктор Дмитрович написав фантастичний роман «Фірмовий потяг „Фомич“», в якому описуються пригоди потяга, який подорожував в часі.
- У відеогрі Final Fantasy VI фігурує потяг-привид, що відвозить душі померлих на той світ. Героям гри, сівши в нього помилково, доводиться вириватися з боєм.
- У мультсеріалі «Гей, Арнольде!» виробництва Nickelodeon є серія, де головні герої, перевіряючи легенду про потяг-примару, потрапляють у халепу. Після з'ясовується, що це звичайний експрес.
- Основа аніме-серіалу «Miracle Train: Oedo-sen e Yokoso» — чарівний потяг, що з'являється на лінії Оедо токійського метрополітену. За сюжетом, потрапити в цей потяг може тільки дівчина, і тільки в момент серйозного суму.
- В аніме-фільмі «Віднесені привидами» головні герої сідають на потяг, що йде по затоплених рейках і заповнений пасажирами-тінями.
- Розповідь американського письменника Арміна Джозефа Дейча «Лист Мьобіуса» («A Subway Named Moebius»), написана в 1950 році, розповідає про поїзд в метро, що перетворився в поїзд-привид. Згідно з розповіддю, було знято кілька фільмів: «Лист Мьобіуса» (СРСР, 1988)[10], «Мебіус» (Німеччина, 1993)[11], «Мебіус» (Аргентина, 1996)[12] та «Мебіус 17» (Німеччина, 2005)[13].
- У відеогрі «Metro 2033» в місії «Хан» по тунелю проїжджає потяг, який не видно в темряві, світяться лише вікна, та якщо навести ліхтар, буде видно напівпрозорий силует поїзда, схожий на тінь.
- Борис Тараканов в романі «Слідами поїзда-привида» (перша назва «Кільце часу») схоже описує зникнення потяга фірми Sanetti в нещодавно побудованому тунелі в горах Ломбардії.